# Fabio Marangon
Fabio Marangon (Quinto di Treviso, Provincia de Treviso, Italia, 4 de enero de 1962) es un exfutbolista italiano. Se desempeñaba en la posición de defensa. Su hermano Luciano Marangon también fue futbolista profesional.

## Clubes
| Club                  | País   | Año         |
| --------------------- | ------ | ----------- |
| Juventus F. C.        | Italia | 1979 - 1980 |
| A. C. Prato           | Italia | 1980 - 1981 |
| Lanerossi Vicenza     | Italia | 1981 - 1982 |
| Sanremese Calcio      | Italia | 1982 - 1983 |
| Alessandria Calcio    | Italia | 1983 - 1984 |
| Hellas Verona         | Italia | 1984 - 1987 |
| Sambenedettese Calcio | Italia | 1987 - 1988 |
| Hellas Verona         | Italia | 1988 - 1989 |
| Triestina Calcio      | Italia | 1989 - 1990 |

## Palmarés

### Campeonatos nacionales
| Título                       | Club              | País   | Año     |
| ---------------------------- | ----------------- | ------ | ------- |
| Copa de Italia de la Serie C | Lanerossi Vicenza | Italia | 1981-82 |
| Serie A                      | Hellas Verona     | Italia | 1984-85 |